# Krasnoflótske
Krasnoflótske (en (ucraïnès): Краснофлотське) és un poble de la República Autònoma de Crimea a Ucraïna, que el 2014 tenia 1.443 habitants. Pertany al districte rural de Sovetski. Fins al 1945 el municipi es deia Kainaix